# Bišar
Bišar je přírodní rezervace v oblasti Prešov.
Nachází se v katastrálním území obce Tichý Potok v okrese Sabinov v Prešovském kraji. Území bylo vyhlášeno či novelizováno v roce 1979 na rozloze 1,6741 ha. Ochranné pásmo nebylo stanoveno.